# ماريا فليتشير
ماريا فليتشير (بالإنجليزية: Maria Fletcher)‏ هي راقصة وعارضة أمريكية، ولدت في 23 يونيو 1942 في آشفيل في الولايات المتحدة.